# Do You Wanna Dance?
 (novembre 2013).
Si vous disposez d'ouvrages ou d'articles de référence ou si vous connaissez des sites web de qualité traitant du thème abordé ici, merci de compléter l'article en donnant les références utiles à sa vérifiabilité et en les liant à la section « Notes et références ».
Do You Wanna Dance? est une chanson écrite et composée par Bobby Freeman. Sortie en 45 tours en 1958, elle se classe no 5 des ventes aux États-Unis. Elle a depuis été reprise par de nombreux artistes.

## Reprises
- Cliff Richard and the Shadows en single (1962) – no 10 au Royaume-Uni
- Del Shannon en single (1964)
- La chanson Douliou-douliou Saint-Tropez (1964) en est fortement inspirée, notamment par l'intermédaire de la version de Cliff Richard and the Shadows[1],[2]
- The Beach Boys sur l'album The Beach Boys Today! (1965) – no 12 aux États-Unis
- The Mamas & the Papas sur l'album If You Can Believe Your Eyes and Ears (1966)
- Bette Midler sur l'album The Divine Miss M (1972) – no 17 aux États-Unis
- John Lennon sur l'album Rock 'n' Roll (1975)
- Ramones sur l'album Rocket to Russia (1977)
- Laurent Voulzy sur l'album La Septième Vague (2006)